# 1883 Rimito
1883 Rimito eller 1942 XA är en asteroid i huvudbältet som upptäcktes den 4 december 1942 av den finske astronomen Yrjö Väisälä vid Storheikkilä observatorium. Den har fått sitt namn efter Rimito i Finland.
Asteroiden har en diameter på ungefär 5 kilometer.